# Уиз Еър България
Уиз Еър България е българска авиокомпания, създадена като подразделение на унгарската авиокомпания-майка Уиз Еър.

## История
Компанията е основана през 2005 г., а през 2006 г. получава лиценз за започване на полети между България и Гърция, Турция и Молдова.
Поради оперативни причини компанията преустановява дейност през 2011 г., след като е слята в компанията-майка Уиз Еър. Уиз Еър България извършва полети за нуждите на унгарската компания-майка, основно по направленията между София и Барселона, Валенсия, Бергамо и Брюксел. Поради нуждите на компанията-майка, един от общо трите самолета на Уиз Еър България увеличава броя на полетите между Лондон (летище Лутън), Рим и Дортмунд, а третият самолет е използван от компанията-майка Уиз Еър за въвеждане на нови полети.

## Флот
Към момента на прекратяване на дейността компанията разполага с три самолета Еърбъс A320. Със сливането с компанията-майка самолетите са заличени от българския самолетен регистър и предадени на компанията-майка.

## Дестинации
До сливането си с компанията-майка Уиз Еър България извършва полети до следните дестинации:
- Барселона, Испания
- Бергамо, Италия
- Брюксел, Белгия
- Бургас, България
- Дортмунд, Германия
- Айндховен, Нидерландия
- Форли, Италия
- Франкфурт, Германия
- Лондон, Великобритания
- Мадрид, Испания
- Париж, Франция
- Рим, Италия
- София, България
- Тревизо, Италия
- Валенсия, Испания
- Варна, България